# Cañete la Real
Cañete la Real és un municipi d'Andalusia, a la província de Màlaga. És un municipi fronterer entre la Serranía de Ronda i la comarca d'Antequera. Limita al nord amb Almargen, El Saucejo i Algámitas; a l'est amb Teba; al sud-est amb Ardales i El Burgo; al sud-oest amb Cuevas del Becerro i Ronda, i a l'oest amb Alcalá del Valle i Olvera.

## Etimologia
L'origen del nom es remunta a la denominació àrab Hins Cannit o Qanit, que significa castell de Canit o, segons l'autor que es consulti, el terme cannit fa referència als canelles que encara existeixen als voltants del nucli urbà. El nom actual deriva d'aquest mot, al qual es va afegir el qualificatiu de Real, per ordre d'Alfons XI de Castella.

## Història
Les restes més antigues d'assentaments humans al terme de Cañete es remunten al Neolític. Excavacions arqueològiques donen com a resultat troballes de fragments ceràmics realitzats pels pobladors que vivien en les proximitats del nucli urbà actual fa tres mil anys. Els ibers hi van establir una base al cim d'un turó proper al poble anomenat Sabora. En temps de Plini va ser civitas estipendiaria (ciutat tributària) del Conventus Astigitanus. No obstant això, la dificultat del terreny i les condicions climatològiques (forts vents assolaven a la ciutat), van motivar que en l'any 78 d. de JC, els habitants de Sabora sol·licitessin de l'Emperador Vespasià de traslladar la ciutat cap a una zona més plana i fèrtil, potser Fuentepeones o, el Carrascal. L'Emperador hi va accedir i va despatxar l'ambaixada en les primeres calendes d'agost. Com agraïment, el poble de Sabora va encunyar monedes en les quals apareix l'emperador Vespasià vestit de guerrer amb escut i llança en la mà esquerra i dues espigues en la dreta. També es va gravar en bronze la carta que l'Emperador va enviar als saborencs: la famosa aerea tabula de Vespasià trobada en temps de Carles I d'Espanya, i que es va dur al museu de l'Escorial.
Després de la invasió musulmana de principi del segle viii, la població a poc a poc es va convertir a l'Islam, la denominació va passar a dir-se Canit. Fou en aquesta època quan es va construir el conjunt fortificat que és el castell de Cañete (Hisn Canit). La data exacta de la construcció no es pot precisar, si bé que es sap que aviat es va posar al servei del rebel muladí Úmar ibn Hafsun. Després de la conversió d'aquest al cristianisme, Awsaya ibn al-Jali, cap dels amazics de la zona de Ronda convertiria el Hins Canit en un dels principals focus de la revolta mossàrab. Anys més tard, el 906, la fortalesa de Cañete, en terres de Takaronna, era presa per assalt i dotada d'una guarnició permanent.
Iniciada la conquesta pels reis cristians, van arribar fins a les portes de Cañete les hosts de Ferran III, el Sant, en la seva embranzida per a conquistar Sevilla (1246). Conquistada pel rei Alfons XI de Castella en 1330 (1328?), va ratificar a la vila el títol de Reial, que segons la tradició li havia donat després de les invasions bàrbares, el rei visigot Vítiza. Dècades després sofriria un altre atac de les tropes cristianes, en aquest cas per Pere I el Cruel el 1362; en el curs del qual van ser guanyades als musulmans les places del Burgo, Ardales, Cañete, Turón i las Cuevas. Sis anys més tard, el 1368, aprofitant un període de crisi en les relacions dels regnes cristians, els granadins van recobrar de nou les fortaleses conquistades pel rei castellà.
A l'octubre de 1407 va ser reconquistada pel fill del Mestre de l'Orde de Sant Jaume de l'Espasa, Gómez Suárez de Figueroa, que va aprofitar una nova entrada en la qual es va mantenir un perllongat setge sobre el castell de Setenil, va rebre informació sobre la petita guarnició que mantenia la fortalesa de Cañete i sota pretext de córrer la terra de Ronda es va aproximar fins als murs d'aquesta vila. Però va ser el 1482 després de la conquesta de Ronda i la regió muntanyenca circumdant, quan va passar definitivament a mans cristianes. Tanta escaramussa durant gairebé un segle, va tenir com a conseqüència la destrossa gairebé per complet de la fortalesa, que en l'actualitat és objecte d'un ampli i discutit programa de restauració.